# Bidens asperata
Bidens asperata là một loài thực vật có hoa trong họ Cúc. Loài này được (Hutch. & Dalziel) Sherff mô tả khoa học đầu tiên năm 1932.